# Flins-Neuve-Église
Flins-Neuve-Église ist eine französische Gemeinde mit 160 Einwohnern (Stand 1. Januar 2022) im Département Yvelines in der Region Île-de-France. Die Einwohner werden Flinois genannt.

## Geografie
Das Dorf befindet sich 48 Kilometer westlich von Versailles, etwa 17 Kilometer südwestlich von Mantes-la-Jolie und 13 Kilometer nördlich von Houdan. Sie liegt an der südlichen Grenze der Hochebene des Mantois und an der nördlichen Grenze des Pays houdanais.
Die Gemeinde ist mit ihren 1,23 km² die kleinste Kommune im Département Yvelines. Den Ort erreicht man nur über die Départementsstraße D115.

## Sehenswürdigkeiten

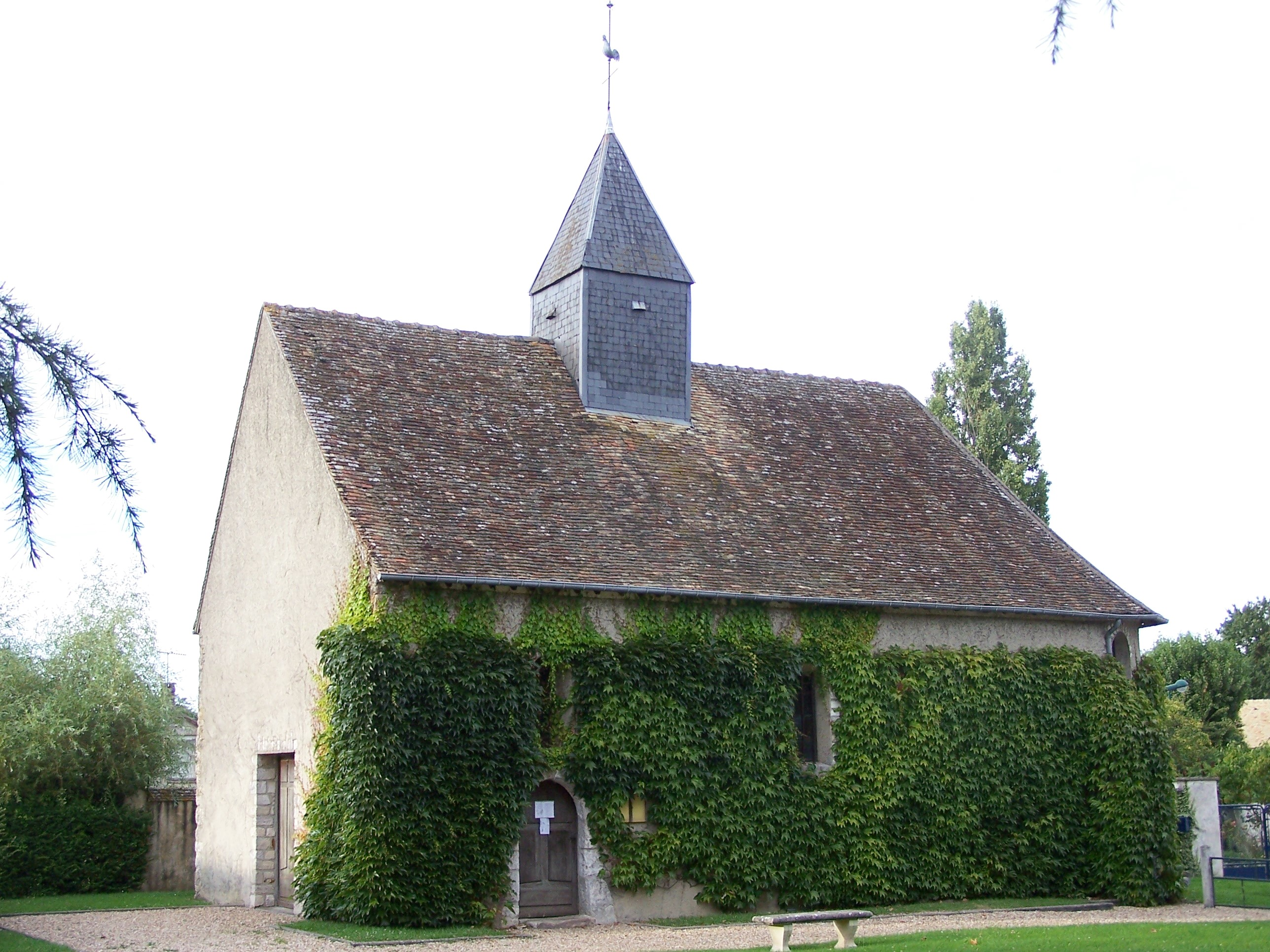
Kirche Saint-Denis
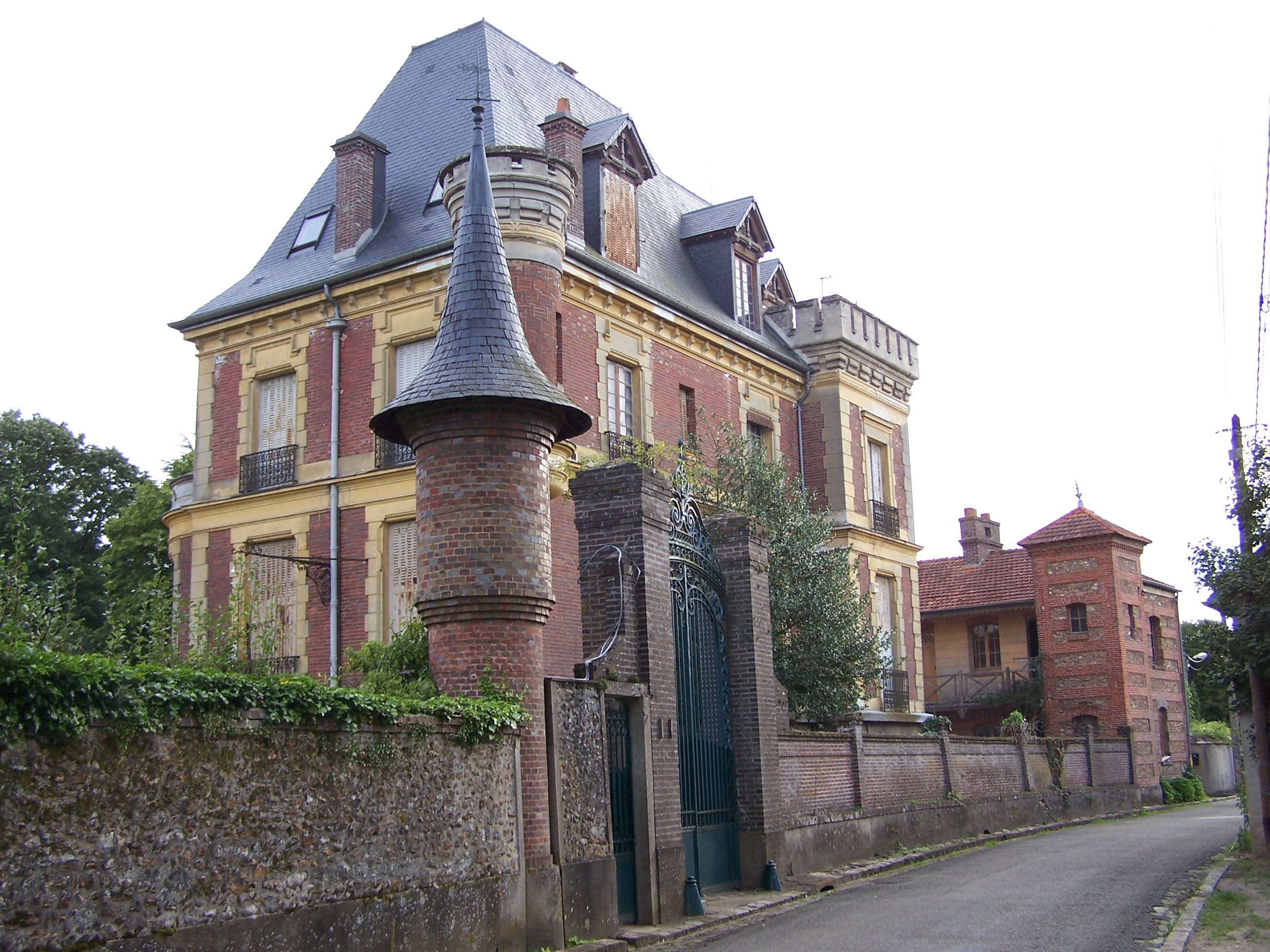
Schloss

- Kirche Saint-Denis
- Schloss